# Marennes (Rhône)
Marennes ist eine französische Gemeinde mit 1.979 Einwohnern (Stand: 1. Januar 2022) im Département Rhône in der Region Auvergne-Rhône-Alpes. Administrativ gehört die Gemeinde zum Arrondissement Lyon und ist Teil des Kantons Saint-Symphorien-d’Ozon.

## Geografie
Marennes liegt etwa 16 Kilometer südsüdöstlich von Lyon und wird vom Fluss Ozon durchquert.

### Nachbargemeinden
Die Nachbargemeinden von Marennes sind Corbas im Norden, Chaponnay im Osten, Villette-de-Vienne im Süden, Simandres im Westen sowie Saint-Symphorien-d’Ozon im Nordwesten.

## Bevölkerungsentwicklung
| Jahr                       | 1962 | 1968 | 1975 | 1982 | 1990 | 1999 | 2006 | 2012 |
| -------------------------- | ---- | ---- | ---- | ---- | ---- | ---- | ---- | ---- |
| Einwohner                  | 600  | 666  | 804  | 1069 | 1205 | 1483 | 1615 | 1571 |
| Quellen: Cassini und INSEE |      |      |      |      |      |      |      |      |

## Sehenswürdigkeiten

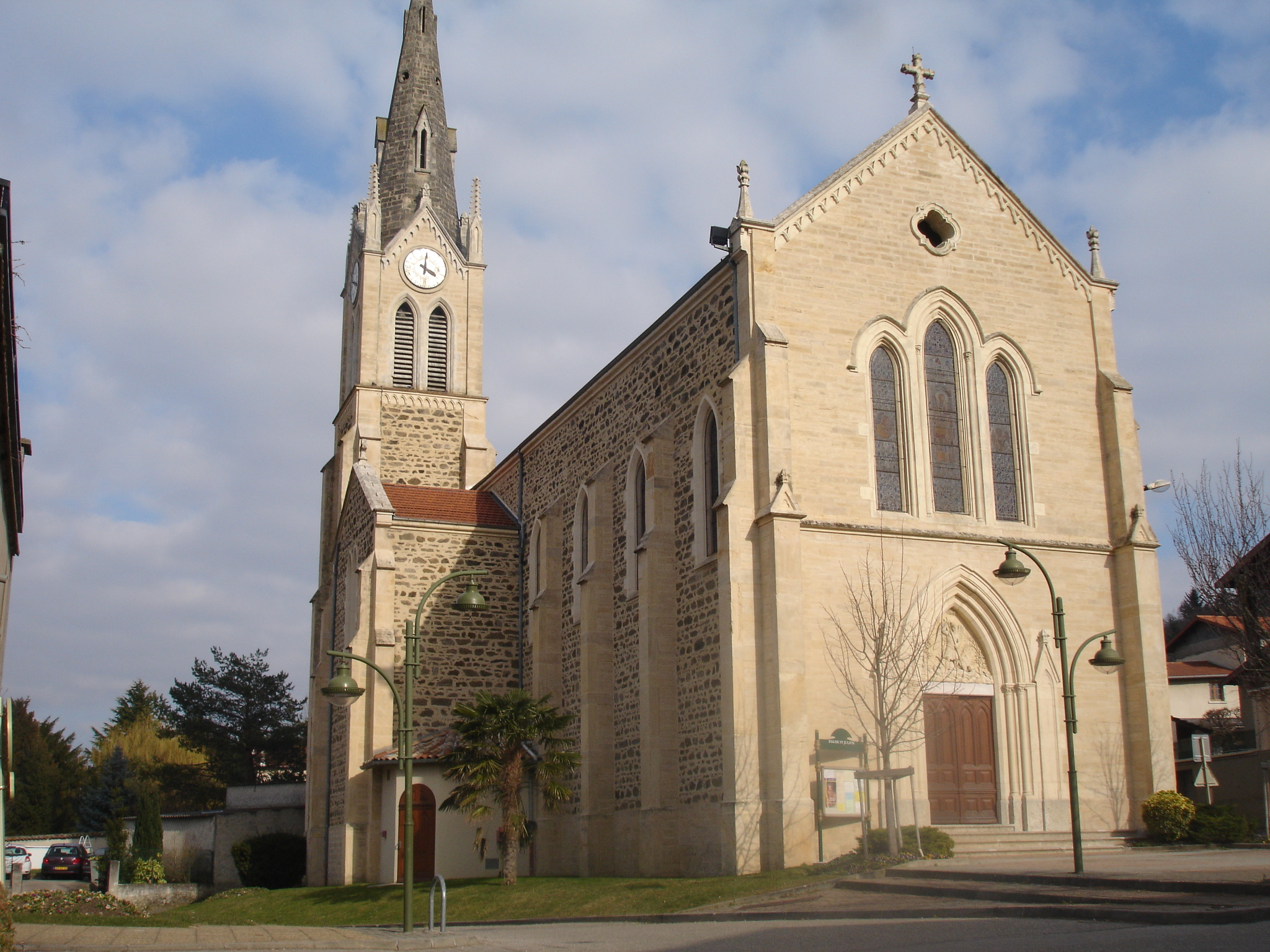
Kirche Saint-Julien

- Kirche Saint-Julien